# Sankt Moritz Olympic Ice Rink
Il Sankt Moritz Olympic Ice Rink è uno stadio del ghiaccio all'aperto situato a Sankt Moritz, in Svizzera.
Oltre ad ospitare partite di hockey su ghiaccio e competizioni di pattinaggio di velocità e pattinaggio di figura, ha anche ospitato le cerimonie di apertura e chiusura dei II e dei V Giochi olimpici invernali rispettivamente del 1928 e del 1948.